# Dunavirág
A dunavirág (Ephoron virgo) a kérészek rendjébe tartozó rovar, akárcsak az ismertebb tiszavirág (Palingenia longicauda). Magyarországon védett, természetvédelmi értéke 10 000 forint.

## Megjelenése, felépítése
A tiszavirágnál jóval kisebb, mintegy három centiméteres.

## Származása, elterjedése
Amint erre neve is utal, a Dunában endemikus.

## Életmódja, élőhelye
Csak tiszta, oxigéndús vízben fejlődik ki. A vízszennyezés miatt a Dunán mintegy negyven évig, egészen 2012-ig nem rajzott, csak ekkor jelent meg újra tömegesen. Augusztus végén – szeptemberben rajzik este fél kilenc és tíz óra között. Hagyományosan a folyóról visszaverődő fényt követi. Egy-egy helyen a 10-11 rajzás sem szokatlan, míg a tiszavirág csak kétszer-háromszor rajzik. A nőstények a folyó sodrásával ellentétes irányban úgynevezett „kompenzációs repüléssel” végkimerülésig szállnak, majd a folyóba petéznek és elpusztulnak. A hímek a párzás után, a felszínen pusztulnak el.
A fényszennyezés miatt rovarok milliói pusztulnak el petézés előtt, mivel a mesterséges fények vonzzák a repülő nőstényeket, így azok a parton pusztulnak el. Alternatív megoldásként az ELTE TTK Biológiai és Fizikai Intézetének, valamint az MTA ÖK Duna-kutató Intézetének munkatársai Kriska György vezetésével olyan LED-es fénysorompót fejlesztettek ki, amely a kérészeket a víz felszíne fölött tartva megakadályozza, hogy a folyót elhagyva a partmenti, vagy hídon elhelyezett közvilágítási lámpákhoz repüljenek. A fénysorompó prototípusai 2016-ban az Ipoly és a Rába kisebb hídjain is eredményesen működtek.). Az első „éles” fénysorompó-rendszert Tahitótfalunál építették ki 2019-ben. A végleges változatot először Tahiban, a Tildy Zoltán-hídon szerelték fel. Az Árpád-híd kérészvédő sorompóját 2023-ban üzemelték be. Az azévi a rajzás az esős idő és a folyó magas vízállása miatt nem volt látványos, 2024-ben azonban hosszú, intenzív rajzáson bizonyított a rendszer.